# Michele Rugolo
Michele Rugolo (né le 31 août 1982 à Montebelluna) est un pilote automobile italien engagé en American Le Mans Series et en Rolex Sports Car Series au sein de l'écurie de l'écurie Krohn Racing.

## Palmarès
- Vainqueur des 6 Heures de Vallelunga en 2002 et 2005
- Vainqueur des 12 Heures de Sebring dans la catégorie GTE Am en 2011

## Résultats aux 24 Heures du Mans
| Année | Voiture          | Équipe                 | Équipiers                            | Résultat |
| ----- | ---------------- | ---------------------- | ------------------------------------ | -------- |
| 2003  | Durango LMP1     | Automotive Durango Srl | Sylvain Boulay / Jean-Bernard Bouvet | Abandon  |
| 2011  | Ferrari F430 GTC | Krohn Racing           | Tracy Krohn / Niclas Jönsson         | Abandon  |